# Bomolocha obliterata
Bomolocha obliterata är en fjärilsart som beskrevs av Ludwig Osthelder 1927. Bomolocha obliterata ingår i släktet Bomolocha och familjen nattflyn. Inga underarter finns listade i Catalogue of Life.